# Escuts i banderes de l'Horta Nord
Els escuts i banderes de l'Horta Nord són els símbols representatius dels municipis i entitats de població que integren la comarca valenciana de l'Horta Nord. En este article s'inclouen els símbols locals de la comarca aprovats, modificats o rehabilitats per la Generalitat Valenciana o per l'Estat abans de la transferència de competències, així com els que són usats pels respectius ajuntaments tot i no ser oficials.

## Escuts oficials
Els Ajuntaments d'Albalat dels Sorells, Alboraia, Alfara del Patriarca i Vinalesa fan servir escuts diferents als oficials.

Escut d'Albalat dels Sorells[a] Aprovat el 9 d'agost de 1974.
Escut d'Alboraia[b] Aprovat el 20 de juny de 1958.
Escut d'Alfara del Patriarca[c] Aprovat el 13 juliol 1964.
Escut d'Almàssera Aprovat el 9 de març de 1979.
Escut de Bonrepòs i Mirambell Aprovat el 21 de desembre de 1956.
Escut d'Emperador Aprovat el 14 de setembre de 2022.
Escut de Godella Aprovat el 25 de juny de 1954.
Escut de Massalfassar Aprovat el 15 de juliol de 1991.
Escut de Meliana Aprovat el 20 de juliol de 1967.
Escut de Museros Aprovat el 15 d'abril de 1955.
Escut de Paterna Aprovat el 17 d'agost de 1973.
Escut de la Pobla de Farnals Aprovat el 20 de maig de 1965.
Escut de Puçol Aprovat el 7 de desembre de 1961.
Escut del Puig de Santa Maria Aprovat el 16 de desembre de 2022.
Escut de Rocafort Aprovat el 22 de setembre de 1961.
Escut de Vinalesa[d] Aprovat el 15 de gener de 1959.

Notes
1. ↑  L'Ajuntament d'Albalat dels Sorells fa servir un escut diferent, amb errades heràldiques, canvia el color atzur del peixos per argent i la corona reial per una de marqués.
2. ↑  L'Ajuntament d'Alboraia canvia l'ordre del segon i tercer quarters; afegeix, entat en punta, un manat de xufes; i la primera partició ocupa només el cap (un terç) de l'escut.
3. ↑  L'Ajuntament d'Alfara del Patriarca no utilitza cap filactèria i l'ha timbrat en algunes versions amb una corona reial i en altres amb una corona de marqués i ornamentat amb llambrequins.
4. ↑  L'Ajuntament de Vinalesa utilitza un escut quarterat: primer d'or quatre pals de gules; segon, d'atzur torrassa emmerletada; tercer, d'atzur, àguila reguardant sobre monticle de pedra; i quart, d'or, anagrama de l'església parroquial. Va timbrat de corona de marqués.

## Escuts sense oficialitzar

Escut d'Albuixec
Escut de Burjassot
Escut de Foios
Escut de Massamagrell
Escut de Montcada
Escut de Rafelbunyol
Escut de Tavernes Blanques

## Banderes oficials

Bandera de Massalfassar Aprovada el 15 de juliol de 1991.
Bandera de Paterna Aprovada el 28 de febrer de 2003.
Bandera de Puçol Aprovada el 6 de maig de 1989.

## Banderes sense oficialitzar

Bandera de Massamagrell
Bandera del Puig de Santa Maria